# 高氯酸铵

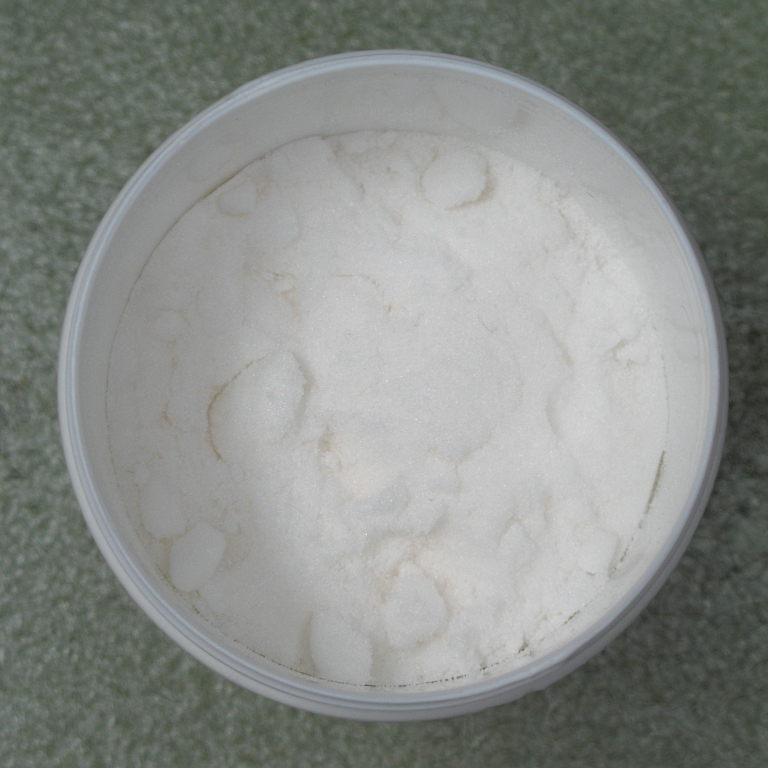

高氯酸銨（ammonium perchlorate，AP）是一種无色或白色結晶，分子式為 NH4ClO4，属强氧化剂，有刺激性气味，有吸湿性、潮解性。它通常可用來制造无烟炸藥、烟火、火箭推进剂和導彈固體燃料，分解時會产生大量气体，并用作分析试剂。

## 制备
高氯酸铵常见有两种制备方式，一是利用氨水和高氯酸的酸碱进行中和反应，二是利用铵盐和高氯酸钠的复分解反应：
{\displaystyle {\ce {NH3*H2O + HClO4 -> NH4ClO4 + H2O}}}
{\displaystyle {\ce {NH4Cl + NaClO4 -> NH4ClO4 + NaCl}}}
在这个反应中，溶解度较小的高氯酸铵会首先析出。

## 化学性质
高氯酸铵是对热不稳定的，受热猛烈分解：
{\displaystyle {\ce {2 NH4ClO4 -> Cl2 ^ + N2 ^ + 2 O2 ^ + 4 H2O}}}

## 注意事项
高氯酸銨是强氧化剂。与还原剂、有机物、易燃物如硫、磷或金属粉末等混合會發生爆炸。急剧加热时可能发生爆炸，生成氮气、氯气和水等。

## 相關
- 多孔高氯酸铵